# 齐山麓施泰因贝格
齐山麓施泰因贝格（德語：Steinbach am Ziehberg）是奥地利上奥地利州克雷姆斯河畔基希多夫县的一个市镇。总面积34.8平方公里，总人口856人，人口密度24.6人/平方公里（2005年）。